# Robert Cumming Hamilton
Robert Cumming Hamilton   (Elgin, 13 de maig de 1877 - Elgin, 1948) fou un futbolista escocès de la dècada de 1900.
Fou 11 cops internacional amb la selecció d'Escòcia i amb la selecció de la lliga escocesa. Pel que fa a clubs, defensà els colors de Rangers FC com a principal club. També jugà a Elgin City, Queen's Park, Fulham FC, Morton, Hearts i Dundee FC.